# Gare de Nippori
La gare de Nippori (日暮里駅, Nippori-eki) est une gare ferroviaire de la ville de Tokyo au Japon. Elle est située dans l'arrondissement d'Arakawa, dans le quartier de Nishi-Nippori. La gare est desservie par les lignes des compagnies JR East, Keisei et Toei.

## Situation ferroviaire
La gare de Nippori est située au point kilométrique (PK) 21,9 de la ligne Yamanote, au PK 24,5 de la ligne Keihin-Tōhoku, au PK 2,1 de la ligne principale Keisei. Elle marque le début de la ligne Jōban et du Nippori-Toneri Liner.

## Histoire
La gare a été inaugurée le 1er avril 1905. La partie Keisei ouvre le 19 décembre 1931. 

## Services aux voyageurs

### Accès et accueil
La gare dispose d'un bâtiment voyageurs, avec guichet, ouvert tous les jours.

### Desserte

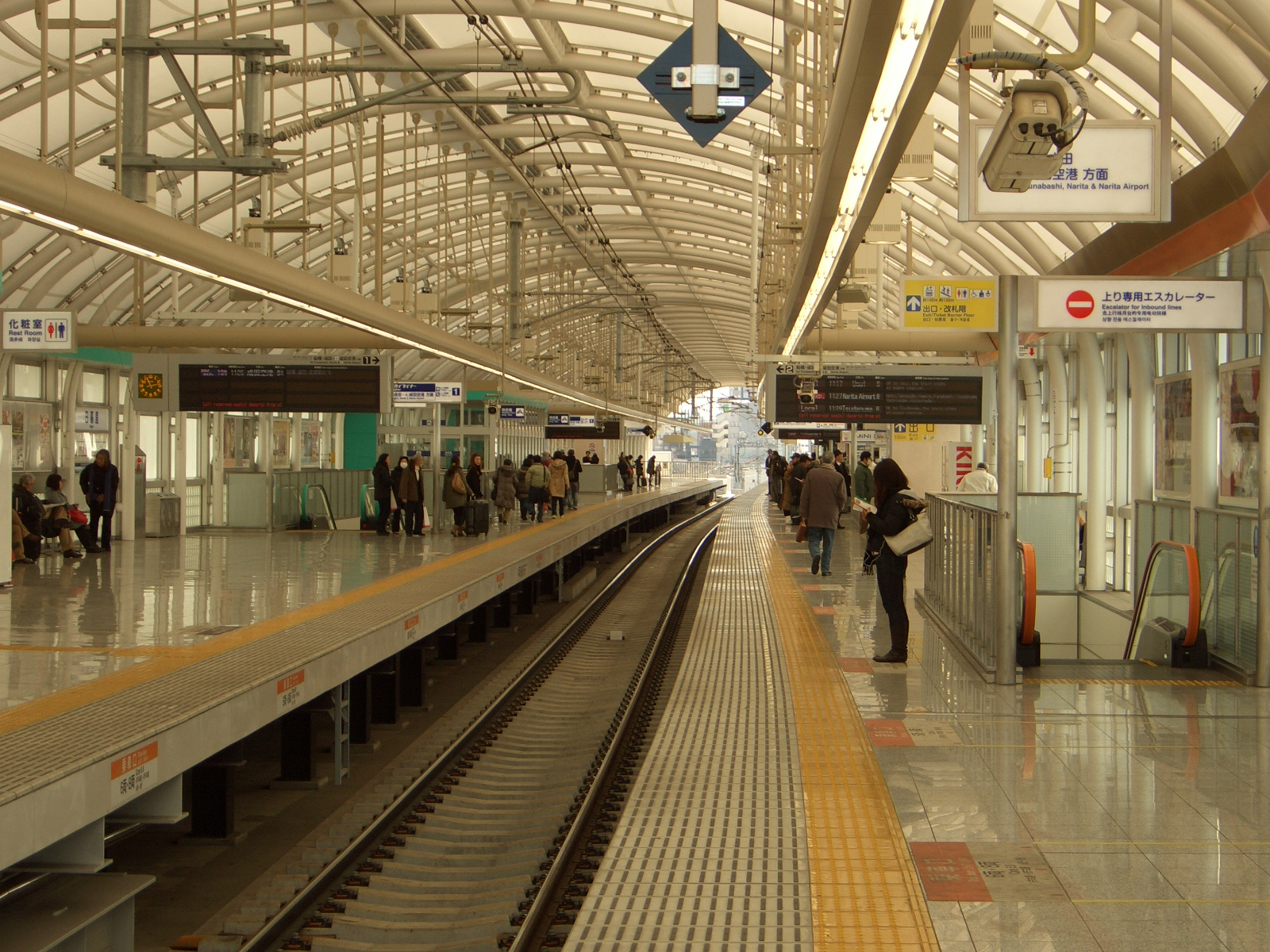
Vue des quais Keisei

#### Keisei
- Ligne principale Keisei :
  - voie 0 : direction Keisei Ueno
  - voie 1 : direction Keisei Funabashi, Keisei Narita et Aéroport de Narita (service Skyliner)
  - voie 2 : direction Aoto, Keisei Funabashi, Aéroport de Narita et Keisei Chiba

#### JR East
- Ligne Jōban :
  - voie 3 : direction Ueno, Tokyo et Shinagawa
  - voie 4 : direction Kita-Senju, Toride, Tsuchiura et Narita

- Ligne Keihin-Tōhoku :
  - voie 9 : direction Ueno, Tokyo et Yokohama
  - voie 12 : direction Akabane et Ōmiya

- Ligne Yamanote :
  - voie 10 : direction Ueno, Tokyo et Shinagawa
  - voie 11 : direction Ikebukuro et Shinjuku

#### Toei
- Nippori-Toneri Liner :
  - voies 1 et 2 : direction Minumadai-shinsuikōen